# الشهابية (صور)
الشهابية هي إحدى القرى اللبنانية من قرى قضاء صور في محافظة الجنوب.

## لمحة تاريخية
كان يطلق على بلدة الشهابية منذ بداية وجود كيانها البلدي والاجتماعي اسم «طيرزبنا». في العام 1968 وتيمناً برئيس الجمهورية اللبنانية الأسبق فؤاد شهاب الذي كانت تربطه بالمرحوم الزعيم إبراهيم محي الدين بيضون علاقة صداقة قويّة، طلب بيضون من الرئيس الراحل فؤاد شهاب تبديل اسم البلدة من (طيرزبنا) إلى (الشهابية)، وكان ذلك بناءً لقانون صادر عن مجلس النواب بتاريخ 6/1/1968.

## الموقع
تقع بلدة الشهابية في الجزء الأوسط من قرى قضاء صور على مساحة تساوي حوالي 6 كلم²، وترتفع عن سطح البحر من 450 إلى 600 متر في أعلى منطقة فيها، يحدها من الشرق بلدة كفردونين ومن الشمال بلدة سلعا، ومن الشمال الشرقي بلدة ديركيفا، ومن الغرب بلدة المجادل، ومن الجنوب خراج بلدات المجادل وكفردونين ودير انطار، وتتميز بلدة الشهابية بموقعها المييز على مفترق الطرق المؤدية إلى صور وبنت جبيل والنبطية، وقد ساهم هذا الموقع ومرور الشارع الرئيسي في وسط البلدة بازدهارها على المستوى الاقتصادي وجعل فيها نهضة تجارية بارزة سوف نتطرق إليها فيما بعد.

## عدد سكان البلدة
يبلغ عدد سكان الشهابية حوالي 27000 نسمة بين مقيم ومسافر، حيث أن هناك حوالي 85 % من سكان البلدة مقيمين فيها، و10 % تقريباً مقيمين في بيروت وهم يترددون إلى البلدة أسبوعياً أو في المناسبات، وحوالي 5 % مهاجرين خارج لبنان.
أما فيما يتعلق بالناخبين، فهناك أكثر من 5430 ناخب مدرجين على لوائح الشطب ويحق لهم التصويت في الانتخابات.

## مدارس البلدة
عرفت بلدة الشهابية حتى العام 1992 مدرسةً واحدة وهي المدرسة الرسمية التي كانت موجودة على البيدر، وقد كان الأمر يستدعي أن يكون هناك دوامين (قبل الظهر وبعد الظهر) ليتسنى لجميع الطلاب أن يلتحقوا بالمدرسة، وكانت تقتصرالمدرسة على المرحلة المتوسطة، حيث أن الطلاب بعد إنهاء هذه المرحلة يتجهون إلى المدارس المجاورة لمتابعة التعليم الثانوي.
في العام 1992 تم تشييد بناء مدرسي جديد على نفقة مجلس الجنوب يتسع لجميع الطلاب في منطقة الدبش في خراج البلدة، ثم تلا ذلك افتتاح مدرسة الشهابية المتوسطة في المكان نفسه، وقد توج هذا المسلسل بافتتاح ثانوية الشهابية الرسمية أيضاً في المنطقة نفسها.

## عين الماء في البلدة
يوجد في طرف البلدة الجنوبي لناحية حسينية الزهراء (ع) عين ماء قديمة، كانت تستعمل في القدم للشرب والري، وهي حالياً لا تزال جارية وتستعمل للشرب، حيث تم إجراء بعض التعديلات عليها.

## دور العبادة
يوجد في بلدة الشهابية حوالي إحدى عشر مسجد موزعة على مختلف الأحياء والمناطق، وهو عدد جيد قياساً إلى غيرها من القرى، فضلاً عن ذلك فإن مسجد الإمام علي (ع) في منطقة المطل يحتوي على مكتبة إسلامية وقاعة لتعليم القرآن.
أما فيما يتعلق بالحسينيات، فهناك حسينية الزهراء (ع)التي تعتبر جيدة لناحية موقعها البعيد عن السكان وقربها من جبانة البلدة، وحسينية الشهابية التي تقع على الطريق العام في شارع المقدس الشيخ حسن العسيلي (قدس) كما أنه يوجد حسينة للنساء في ساحة البلدة، وحسينية صغيرة قرب الجبانة يتم الاستفادة منها للنشاطات الثقافية والدينية والكشفية وغيرها. وفيما يلي صور لبعض المساجد وللحسينية.